# DeviceNet
DeviceNet är en fältbuss som började tillverkas 1993 av Allen-Bradley och som nu underhålls av organisationen ODVA. Fältbussen är baserad på CAN-chipet som utvecklades av företaget Bosch för den europeiska bilindustrin.
Med DeviceNet är det möjligt att styra hur och när en enhet ska skicka information. Till exempel kan man instruera en enhet att endast skicka en signal om det har skett en förändring. Överföringshastigheten är som mest 500 kbit/s och mängden information per meddelande kan vara upp till 8 byte. Ett nätverk kan bestå av upp till 64 enheter.